# Kanada na letních olympijských hrách
Kanada na letních olympijských hrách startuje od roku 1900. Toto je přehled účastí, medailového zisku a vlajkonošů na dané sportovní události.

## Účast na Letních olympijských hrách
| Dějiště LOH            | LOH      | Vlajkonoš                                                      | Zlatá medaile | Stříbrná medaile | Bronzová medaile | Celkem |
| ---------------------- | -------- | -------------------------------------------------------------- | ------------- | ---------------- | ---------------- | ------ |
| 1900 Paříž             | LOH 1900 | nebyl                                                          | 1             |                  | 1                | 2      |
| 1904 St. Louis         | LOH 1904 | nebyl                                                          | 4             | 1                | 1                | 6      |
| 1908 Londýn            | LOH 1908 | Ed Archibald                                                   | 3             | 3                | 10               | 16     |
| 1912 Stockholm         | LOH 1912 | Duncan Gillis                                                  | 3             | 2                | 3                | 8      |
| 1920 Antverpy          | LOH 1920 | Archie McDiarmid                                               | 3             | 3                | 3                | 9      |
| 1924 Paříž             | LOH 1924 | Hec Phillips                                                   |               | 3                | 1                | 4      |
| 1928 Amsterdam         | LOH 1928 | Joe Wright                                                     | 4             | 4                | 7                | 15     |
| 1932 Los Angeles       | LOH 1932 | George Maughan                                                 | 2             | 5                | 8                | 15     |
| 1936 Německo           | LOH 1936 | Jim Worrall                                                    | 1             | 3                | 5                | 9      |
| 1948 Londýn            | LOH 1948 | Bob McFarlane                                                  |               | 1                | 2                | 3      |
| 1952 Helsinky          | LOH 1952 | Bill Parnell                                                   | 1             | 2                |                  | 3      |
| 1956 Melbourne         | LOH 1956 | Bob Steckle                                                    | 2             | 1                | 3                | 6      |
| 1960 Řím               | LOH 1960 | Carl Schwende                                                  |               | 1                |                  | 1      |
| 1964 Tokio             | LOH 1964 | Gil Boa                                                        | 1             | 2                | 1                | 4      |
| 1968 Ciudad de México  | LOH 1968 | Roger Jackson                                                  | 1             | 3                | 1                | 5      |
| 1972 Mnichov           | LOH 1972 | Doug Rogers                                                    |               | 2                | 3                | 5      |
| 1976 Montréal          | LOH 1976 | Abby Hoffman                                                   |               | 5                | 6                | 11     |
| 1980 Moskva            | 1980     |                                                                |               |                  |                  | Ne     |
| 1984 Los Angeles       | LOH 1984 | Alex Baumann                                                   | 10            | 18               | 16               | 44     |
| 1988 Soul              | LOH 1988 | Carolyn Waldo                                                  | 3             | 2                | 5                | 10     |
| 1992 Barcelona         | LOH 1992 | Mike Smith                                                     | 7             | 4                | 7                | 18     |
| 1996 Atlanta           | LOH 1996 | Charmaine Crooks                                               | 3             | 11               | 8                | 22     |
| 2000 Sydney            | LOH 2000 | Caroline Brunet                                                | 3             | 3                | 8                | 14     |
| 2004 Athény            | LOH 2004 | Nicolas Gill                                                   | 3             | 6                | 3                | 12     |
| 2008 Peking            | LOH 2008 | Adam Van Koeverden                                             | 3             | 9                | 8                | 20     |
| 2012 Londýn            | LOH 2012 | Simon Whitfield                                                | 2             | 6                | 10               | 18     |
| 2016 Rio de Janeiro    | LOH 2016 | Rosannagh MacLennanová (zahájení) Penny Oleksiaková (ukončení) | 4             | 3                | 15               | 22     |
| 2020 Tokio             | LOH 2020 | Miranda Ayim Nathan Hirayama                                   | 7             | 7                | 10               | 24     |
| 2024 Paříž             | LOH 2024 | Maude Charron Andre De Grasse                                  | 9             | 7                | 11               | 27     |
| Celkem                 | 28       |                                                                | 80            | 117              | 156              | 353    |
| Zdroj na Olympedia.org |          |                                                                |               |                  |                  |        |